# Discografia dei Major Lazer
Questa pagina riguarda la discografia del gruppo musicale Major Lazer, composto da tre album in studio, tre album mix, tre extended play, cinque mixtapes e quattordici singoli.

## Album

### Album in studio
| 2009                                                              | Guns Don't Kill People... Lazers Do - Pubblicazione: 16 giugno 2009 - Etichetta: Downtown - Formati: CD, digital download | 169 | 7 | — | —  | 95 | — | —  | —  | —  | —  |               |                             |
| 2013                                                              | Free the Universe - Pubblicazione: 16 aprile 2013 - Etichetta: Secretly Canadian - Formati: CD, digital download          | 34  | 1 | 5 | 53 | 9  | — | 34 | 17 | 45 | 34 | - US: 48.000  |                             |
| 2015                                                              | Peace Is the Mission - Pubblicazione: 1 giugno 2015 - Etichetta: Mad Decent - Formati: Digital download                   | 12  | 1 | 5 | 32 | 9  | 5 | 11 | 13 | 11 | 25 | - US: 500.000 | - RIAA: Oro - SNEP: Platino |
| 2020                                                              | Music Is the Weapon - Pubblicazione: 23 ottobre 2020 - Etichetta: Mad Decent - Formati: CD, Digital download              | —   | — | — | —  | —  | — | —  | —  | —  | —  |               |                             |
| "—" indica che l'album non è entrato in classifica in quel Paese. | |     |   |   |    |    |   |    |    |    |    |               |                             |

### Extended play
| Anno                                                              | Dettagli | Posizioni massime in classifica | Posizioni massime in classifica | Posizioni massime in classifica | Posizioni massime in classifica |
| Anno                                                              | Dettagli | US                              | US Dance                        | FRA                             | NZ                              |
| ----------------------------------------------------------------- | --- | ------------------------------- | ------------------------------- | ------------------------------- | ------------------------------- |
| 2010                                                              | Lazers Never Die - Pubblicazione: 20 luglio 2010 - Etichetta: Mad Decent - Formati: CD, digital download                         | —                               | 17                              | —                               | —                               |
| 2011                                                              | Original Don - Pubblicazione: 4 novembre 2011 - Etichetta: Mad Decent - Formati: CD, digital download                            | —                               | —                               | —                               | —                               |
| 2014                                                              | Apocalypse Soon - Pubblicazione: 25 febbraio 2014 - Etichetta: Secretly Canadian, Mad Decent - Formati: CD, LP, digital download | 137                             | 6                               | 141                             | 28                              |
| "—" indica che l'album non è entrato in classifica in quel Paese. | |                                 |                                 |                                 |                                 |

### Album mix
| Anno | Dettagli |
| ---- | --- |
| 2013 | Lazer Strikes Back Vol. 1 - Pubblicazione: 25 febbraio 2013 - Etichetta: Mad Decent - Formati: Digital download |
| 2013 | Lazer Strikes Back Vol. 2 - Pubblicazione: 8 marzo 2013 - Etichetta: Mad Decent - Formati: Digital download     |
| 2013 | Lazer Strikes Back Vol. 3 - Pubblicazione: 22 marzo 2013 - Etichetta: Mad Decent - Formati: Digital download    |
| 2013 | Lazer Strikes Back Vol. 4 - Pubblicazione: 5 aprile 2013 - Etichetta: Mad Decent - Formati: Digital download    |

### Mixtape
- 2009: Major Lazer Essential Mix
- 2010: Lazerproof [17]
- 2010: Major Lazer Summer Mix
- 2013: Major Lazer Workout Mix
- 2014: Major Lazer's Walshy Fire Presents: Jesse Royal – Royally Speaking

## Singoli

### Come artista principale
| 2009 | "Hold the Line" (featuring Mr. Lexx e Santigold)                                 | —  | —  | —  | —  | —  | —  | —  | —  | —  | —   |                                                                                                  | Guns Don't Kill People... Lazers Do |
| 2009 | "Pon de Floor" (featuring Vybz Kartel e Afrojack)                                | —  | —  | —  | —  | —  | —  | —  | —  | —  | 104 |                                                                                                  | Guns Don't Kill People... Lazers Do |
| 2009 | "Keep It Goin' Louder" (featuring Nina Sky e Ricky Blaze)                        | —  | —  | 4  | —  | —  | —  | —  | —  | —  | —   |                                                                                                  | Guns Don't Kill People... Lazers Do |
| 2009 | "Jump Up" (featuring Leftside e Supahype)                                        | —  | —  | —  | —  | —  | —  | —  | —  | —  | —   |                                                                                                  | Guns Don't Kill People... Lazers Do |
| 2011 | "Original Don" (featuring The Partysquad)                                        | —  | —  | —  | —  | —  | —  | —  | 98 | —  | —   |                                                                                                  | Original Don                        |
| 2012 | "Get Free" (featuring Amber Coffman)                                             | —  | —  | —  | 39 | —  | 3  | 59 | 7  | —  | 56  |                                                                                                  | Free the Universe                   |
| 2012 | "Jah No Partial" (featuring Flux Pavilion)                                       | —  | —  | —  | —  | —  | —  | —  | —  | —  | —   |                                                                                                  | Free the Universe                   |
| 2013 | "Watch Out for This (Bumaye)" (featuring Busy Signal, The Flexican and FS Green) | —  | —  | —  | 87 | 40 | 5  | 4  | 7  | 23 | 161 | - BEA: Platino - SNEP: Platino                                                                   | Free the Universe                   |
| 2013 | "Bubble Butt" (featuring Bruno Mars, Tyga e Mystic)                              | 56 | 8  | 39 | 39 | —  | 24 | 67 | 65 | —  | 151 | - RIAA: Oro                                                                                      | Free the Universe                   |
| 2013 | "Scare Me" (featuring Peaches e Timberlee)                                       | —  | —  | —  | —  | —  | —  | —  | —  | —  | —   |                                                                                                  | Free the Universe                   |
| 2013 | "Keep Cool (Life Is What)" (featuring Shaggy e Wynter Gordon)                    | —  | —  | —  | —  | —  | —  | —  | —  | —  | —   |                                                                                                  | Free the Universe                   |
| 2014 | "Aerosol Can" (featuring Pharrell Williams)                                      | —  | —  | —  | 37 | —  | —  | —  | —  | —  | —   |                                                                                                  | Apocalypse Soon                     |
| 2014 | "Come On to Me" (featuring Sean Paul)                                            | —  | —  | —  | —  | —  | 36 | 21 | 60 | —  | —   |                                                                                                  | Apocalypse Soon                     |
| 2015 | "Lean On" (con DJ Snake featuring MØ)                                            | 4  | 1  | 18 | 1  | 3  | 2  | 2  | 1  | 1  | 2   | - RIAA: 4× Platino - ARIA: 6× Platino - BEA: 2x Platino - BPI: 2× Platino - IFPI SWI: 2× Platino | Peace Is the Mission                |
| 2015 | "Powerful" (featuring Ellie Goulding e Tarrus Riley)                             | 83 | 5  | 36 | 7  | 55 | 30 | 78 | 70 | 53 | 54  | - ARIA: Platino                                                                                  | Peace Is the Mission                |
| 2015 | "Lost" (featuring MØ)                                                            | —  | —  | —  | —  | —  | —  | —  | —  | —  | —   |                                                                                                  | Peace Is the Mission                |
| 2015 | "Light It Up (Remix)" (featuring Nyla e Fuse ODG)                                | 73 | 6  | —  | 54 | 9  | 4  | 14 | 2  | 7  | 7   | - ARIA: Oro - BPI: Platino                                                                       | Peace Is the Mission                |
| 2016 | "Boom" (con MOTi featuring Ty Dolla $ign, Wizkid e Kranium)                      | —  | 27 | —  | —  | 57 | 48 | 53 | 39 | —  | —   |                                                                                                  | Peace Is the Mission                |
| 2016 | "Cold Water" (featuring Justin Bieber e MØ)                                      | 2  | 1  | 1  | 1  | 1  | 1  | 2  | 1  | 1  | 1   | - RIAA: 4× Platino - ARIA: 4× Platino - BEA: Oro - BPI: 2× Platino - SNEP: Platino               | Music Is the Weapon                 |
| 2016 | "Believer" (con Showtek)                                                         | —  | 19 | —  | —  | —  | —  | 48 | 41 | —  | —   |                                                                                                  | Music Is the Weapon                 |
| 2016 | "Christmas Trees" (featuring Protoje)                                            | —  | —  | —  | —  | —  | —  | —  | —  | —  | —   |                                                                                                  | A Very Decent Christmas 4           |
| 2017 | "Run Up" (featuring PARTYNEXTDOOR & Nicki Minaj)                                 | 66 | 9  | —  | 27 | 39 | 31 | 12 | 14 | 25 | 20  |                                                                                                  | Music Is the Weapon                 |
|      | "—" indica che la canzone non è entrata in classifica in quel territorio.        |    |    |    |    |    |    |    |    |    |     |                                                                                                  |                                     |

### Singoli promozionali
| 2015 | "Roll the Bass"                                                           | 50 | —  | —   | — | Peace Is the Mission |
| 2015 | "Night Riders" (featuring Travi$ Scott, 2 Chainz, Pusha T e Mad Cobra)    | 40 | —  | —   | — | Peace Is the Mission |
| 2015 | "Too Original" (featuring Elliphant e Jovi Rockwell)                      | 21 | —  | 143 | — | Peace Is the Mission |
| 2015 | "Be Together" (featuring Wild Belle)                                      | 29 | 33 | 150 | — | Peace Is the Mission |
| 2015 | "Blaze Up the Fire" (featuring Chronixx)                                  | —  | —  | —   | — | Peace Is the Mission |
| 2015 | "Light It Up" (featuring Nyla)                                            | 19 | —  | —   | — | Peace Is the Mission |
| 2015 | "Thunder & Lightning" (featuring Gent & Jawns)                            | —  | —  | —   | — | Peace Is the Mission |
| 2015 | "Wave" (featuring Kali Uchis)                                             | —  | —  | —   | — | Peace Is the Mission |
| 2017 | "My Number" (with Bad Royale)                                             | —  | —  | —   | — | Music Is the Weapon  |
|      | "—" indica che la canzone non è entrata in classifica in quel territorio. |    |    |     |   |                      |

## Altri brani entrati in classifica
| Anno | Titolo                                                                    | Posizioni massime in classifica | Posizioni massime in classifica | Posizioni massime in classifica | Posizioni massime in classifica | Posizioni massime in classifica | Posizioni massime in classifica | Album                                |
| Anno | Titolo                                                                    | USA Dance                       | US Dance Digital                | BEL                             | CAN                             | FRA                             | UK                              | Album                                |
| ---- | ------------------------------------------------------------------------- | ------------------------------- | ------------------------------- | ------------------------------- | ------------------------------- | ------------------------------- | ------------------------------- | ------------------------------------ |
| 2014 | "All My Love" (featuring Ariana Grande)                                   | 15                              | 12                              | 35                              | —                               | 135                             | 194                             | The Hunger Games: Mockingjay, Part 1 |
| 2015 | "All My Love" (Remix) (featuring Ariana Grande e Machel Montano)          | 29                              | 30                              | —                               | 87                              | —                               | —                               | Peace Is the Mission                 |
| 2016 | "Who Am I" (con Katy B e Craig David)                                     | —                               | —                               | —                               | —                               | —                               | 89                              | Honey                                |
|      | "—" indica che la canzone non è entrata in classifica in quel territorio. |                                 |                                 |                                 |                                 |                                 |                                 |                                      |

## Apparizioni
| Anno | Titolo              | Album                     | Artista                 |
| ---- | ------------------- | ------------------------- | ----------------------- |
| 2012 | "Push and Shove"    | Push and Shove            | No Doubt, Busy Signal   |
| 2013 | "Pressure"          | Brand New Machine         | Chase & Status          |
| 2014 | "We Make It Bounce" | Money Sucks, Friends Rule | Dillon Francis, Stylo G |
| 2017 | "My Love"           | Shine                     | Wale, Wizkid, Dua Lipa  |